# 음악 감독
음악 감독(音樂監督)은 기존의 오케스트라와 오페라 등 클래식 음악 단체의 음악 부문의 총 책임자를 말한다. 또한, 뮤지컬 등의 공연 예술과 라이브 공연, 영화 등의 영상 작품 등에서의 음악 부문을 총괄하는 사람도 뜻하고 있다.
음악 감독(Musikirekt, 무지크디렉토르)은 독일과 오스트리아에서 도시에 용된 음악가들의 통솔 자에 붙은 직함이었다. 19세기, 합창단과 오케스트라 등의 단체에서의 악을 총괄하는 사람도 가리켜, "○○시 음악 감독" "대 음악 감독 (UMD)", "교회 음악 감독 (KMD)" "○○ 주 교회 음악 감독" 등의 전문적인 칭호도 있다. 이 칭호는 당시 백작, 공작, 또는 국왕으로부터 주어졌다. 음악 총감독(Generalmusikdirektor , 약칭; GMD)의 칭호가 등장한 것은 1819년 베린에서 가스파레 스폰티니에게 주어진 것이 처음이었다. 현재의 음악 감독(Music Director, 약칭: MD)은 영어권의 미국이나 영국에서는 상임 지휘자, 수 지휘 등의 의미로 사용되는 경우도 있다. 현재의 악 총감독 (GMD)은 일반적으로 오페라와 오케스트라에 소속되어 객원 출연 지휘자 초빙, 시즌 내내 프로그램의 결정, 아이디어 제공 등을 일괄 실시한다. 또한 지휘자를 겸하는 경우가 많은 시즌 내내 정기적으로 지휘자로 출연 해 그 악단이나 오페라 하우스의 판 역할을 한다. 또한, 영화나 방송 등서 음악을 총괄하는 사람을 음악 감독이라고도 칭하고 있다.

## 같이 보기
- 카펠마이스터